# Coloma (condado de Waushara, Wisconsin)
Coloma es un pueblo ubicado en el condado de Waushara en el estado estadounidense de Wisconsin. En el Censo de 2010 tenía una población de 753 habitantes y una densidad poblacional de 8,84 personas por km².

## Geografía
Coloma se encuentra ubicado en las coordenadas 44°1′35″N 89°32′2″O / 44.02639, -89.53389. Según la Oficina del Censo de los Estados Unidos, Coloma tiene una superficie total de 85.15 km², de la cual 84.63 km² corresponden a tierra firme y (0.61%) 0.52 km² es agua.

## Demografía
Según el censo de 2010, había 753 personas residiendo en Coloma. La densidad de población era de 8,84 hab./km². De los 753 habitantes, Coloma estaba compuesto por el 97.08% blancos, el 0.13% eran afroamericanos, el 0.27% eran amerindios, el 1.59% eran asiáticos, el 0% eran isleños del Pacífico, el 0.66% eran de otras razas y el 0.27% pertenecían a dos o más razas. Del total de la población el 1.06% eran hispanos o latinos de cualquier raza.